# One of the Boys (album, Gretchen Wilson)
One of the Boys je třetí studiové album americké countryové zpěvačky Gretchen Wilson. Vydáno bylo v květnu roku 2007 společností Columbia Nashville a na jeho produkci se spolu se zpěvačkou podíleli Mark Wright a John Rich. V hitparádě Billboard 200 se umístilo na páté příčce, zatímco v žánrovém žebříčku (country) na první.

## Seznam skladeb
1. The Girl I Am – 3:30
2. Come to Bed – 3:54
3. One of the Boys – 3:37
4. You Don't Have to Go Home – 3:19
5. Heaven Help Me – 3:24
6. There's a Place in the Whiskey – 3:01
7. If You Want a Mother – 3:34
8. Pain Killer – 3:42
9. There Goes the Neighborhood – 2:57
10. Good Ole Boy – 2:53
11. To Tell You the Truth – 3:31

## Obsazení
- Gretchen Wilson – zpěv, doprovodné vokály
- Pat Buchanan – kytara
- Tom Bukovac – kytara
- J.T. Corenflos – kytara
- Eric Darken – perkuse
- Shannon Forrest – bicí, perkuse
- Brandon Fraley – doprovodné vokály
- Wes Hightower – doprovodné vokály
- Mark Hill – baskytara
- Dan Hochhalter – housle
- Mike Johnson – steel kytara
- Steve Nathan – Hammondovy varhany, klavír
- Mark Oakley – kytara
- Michael Rhodes – baskytara
- John Rich – doprovodné vokály
- John Willis – kytara, guitjo, mandolína
- Jonathan Yudkin – violoncello, housle, mandolína